# Antonio Flores Rodríguez
Antonio Flores Rodríguez (13 de juliol de 1923 - ?) fou un futbolista mexicà.

## Selecció de Mèxic
Va formar part de l'equip mexicà a la Copa del Món de 1950.